# عبد المنعم أبوحميد
عبد المنعم أبو حميد (1970-31 مايو 1994) مناضل فلسطيني وعنصر في كتائب القسام بالضفة الغربية، لُقِّب بصائد الشاباك بعد قيامه بعملية نوعية قتل فيها ضابط شاباك في مدينة القدس.

## النشأة
وُلد أبو حميد في مخيم الأمعري لعائلة مهاجرة من بلدة السوافير الشمالية كانت قد انتقلت إلى مخيم النصيرات وسط قطاع غزة قبل هجرتها مرة أخرى إلى منطقة رام الله، وهو شقيق ناصر أبو حميد. ونشأ وترعرع في المساجد، مما قرَّبته من الحركة الإسلامية التي سرعان ما أصبح أحد أعضائها، درس المراحل الاولى من تعليمه في مدارس وكالة الغوث في المخيم، ليلتحق بعدها بمدارس رام الله الثانوية، وتميز أبو حميد بالتفوق في دراسته، والتزامه الديني، وشارك في الانتفاضة الأولى فأُصيب في ساقه، ومن ثم اعتقل لمدة عامين ونصف بعد قيامه بإخفاء أشرف بعلوجي منفذ عملية الطعن في يافا والتي قتل خلالها ثلاثة من الصهاينة. بعد خروجه من السجن التحق بجامعة بيرزيت في كلية الآداب، واعتُقل في سنته الأولى لمدة ثلاثين يومًا، قام خلالها باعداد خطة مع كتائب الشهيد عز الدين القسام لاختراق جهاز الشاباك الصهيوني عن طريق الموافقة على التعاون معهم.

## العملية

### التخطيط
بعد أن جند الاحتلال كل طاقاته لمحاربة المقاومة الصاعدة وبروز نشاط فصائل المقاومة لاسيما حركة حماس، واعتماده بشكل كبير على تجنيد عملاء للإيقاع بالمقاومين، قررت المقاومة ان تخوض غمار الحرب الامنية معه. وكان من اشد القائمين على عمليات الاسقاط وتجنيد العملاء في منطقة رام الله ضابط رفيع في المخابرات يدعى نوعيم كوهين ، واسمه الحركي «الكابتن مجدي»، وكان يسميه الناس بوحش الاسقاط لكثرة تجنيده للعملاء، فوضعت المقاومة نصب عينيها عليه للتخلص منه، وأُنيطت المهمة لعبد المنعم أبو حميد الذي كان كثير التعرض لعمليات الاعتقال والملاحقة من قِبل العدو، وجاء الفرج القريب للخطة باعتقال عبد المنعم وتعرضه للتحقيق لدى المخابرات التي تقوم كعادتها بطلب ما يسمونه التعاون من أي مناضل يقع بين ايديهم، وكان أبو حميد بنظرهم «متعاونًا مناسبًا» لما يعرف عنه من سمعته الطيبة وتاريخه الجهادي الطويل وقوة صلته بحركة حماس، واستطاع أبو حميد إيهام الضباط بانه قد انهار، وانه على استعداد للتعامل معهم مقابل خدمات معينة يقدمها له الإحتلال. وكان واضحًا لقادة المقاومة بأن الشاباك يمتلك معلومات عن علاقة عبد المنعم بنشاطات الجهاز العسكري لحركة حماس، وتقديمه خدمات ومساعدة لمطاردي القسام. ويعرف الكابتن نوعم كوهين، منسق نشاطات “الشاباك” في منطقة رام الله بأن هذه المعلومات كفيلة بإيداع المجاهد عبد المنعم السجن لمدة سبع سنوات على أقل تقدير. ولكن الضابط الذي كان يستخدم الاسم الحركي (الكابتن مجدي) ظن أنه يستطيع عبر الاغراءات والحوافز أن يزرع عميلًا داخل الجهاز العسكري لحركة حماس. ولهذا، جاء تفتيش منزل أبو حميد ومن ثم تبليغ ذويه بمثوله في الإدارة المدنية والتحقيق معه. فذهب أبو حميد إلى مقر الإدارة المدنية في رام الله، وقابل الكابتن مجدي في الساعة التاسعة من صباح يوم الأحد الموافق 19كانون أول 1993. وخلال التحقيق الذي أشرف عليه الكابتن مجدي وعدد من مساعديه، نجح عبد المنعم بإيهام المحققين بأنه طالب في جامعة بيرزيت وأن همه ينحصر في مواصلة دراسته الأكاديمية، وهنا وقع الكابتن في الفخ، فقد عرض عليه إطلاق سراحه لتحقيق أمنيته في الدراسة، وسلمه مبلغ 800 شيكل (300 دولار) مساعدة مادية لعائلته المكافحة. وأطلق سراحه بدعوى أنه لم تتوفر أدلة كافية لإدانته، وعاد المجاهد إلى إخوانه ليحدثهم كيف نجحت الخطة وكسب ثقة الشاباك والكابتن مجدي على وجه التحديد. وجلس عبد المنعم والكابتن مجدي في أقبية الشاباك ينسجون الخطط حول الية العمل المخابراتي بين الطرفين، وتعلم عبد المنعم من تلك الجلسات الكثير عن اساليب المخابرات الإسرائيلية وخططها في استهداف المقاومين، وكان ذلك ذا فائدة عظيمة لجهاز الكتائب فيما بعد، ثم بدأت مرحلة اكثر حساسية ودقة وهي مرحلة تعزيز الثقة بين المخابرات وعبد المنعم، الذي كان عليه ان يقدم معلومات باستمرار عن الحركة، فاصبح يزودهم وبشكل مدروس بمعلومات مضللة عن المقاومة كانت تنسجها الكتائب بهدف ايصالها الى العدو، وكان عبد المنعم يتواصل مع الكابتن مجدي باستمرار ويتعلم حول الية تعامل العدو مع عملائه وطرق اتصاله بهم واماكن النقل والتواصل، وبعد اشهر طويلة ، بدا الاعداد للضربة الحاسمة وهي التخلص من الكابتن مجدي.

### التنفيذ
اتصل أبو حميد بالكابتن مجدي ليخبره بأنه على علم بتحركات مجموعة من مطارَدي القسام في المنطقة، وأن عليه الإلتقاء به لوضع خطة لنصب كمين لهم من أجل تصفيتهم، وبالفعل، التقى الإثنان وطلب أبو حميد في هذه الجولة مبلغًا كبيرًا من المال جراء معلوماته القيمة – اشترى به لاحقًا المسدس الذي قتل به الضابط – فاعطاه كوهن المبلغ، واتفقا على موعد لاحق بمكان في منطقة بيتونيا في رام الله، وفي الساعة الثالثة من بعد ظهر يوم الأحد الموافق 13 فبراير 1994 كان كل شيء عاديًا في ذلك المكان، وجاءت سيارة مرسيدس بيضاء تحمل لوحة ترخيص رام الله، وكان بداخلها الكابتن مجدي ونائباه، وبناء على إشارة مسبقة من عبد المنعم، توقفت السيارة على جانب الطريق ثم تقدم عبد المنعم منها ويداه في جيبه، وما إن اقترب أبو حميد من سيارة الشاباك، فتح السائق النافذة من جهته لتحيته، وحينها استلَّ أبو حميد المسدس وأطلق النار على السائق أولًا ثم على الجالس إلى يمينه قبل أن ينبطح أرضاً، وكانت هذه إشارة لرفاقه عبد الرحمن حمدان وعلى العامودي اللذين كانا خلف جدار قريب، ليمطرا السيارة بوابل من الرصاص على الراكب في المقعد الخلفي وهو الكابتن مجدي. ثم انسحبوا جميعًا من المكان، وعرفوا في الأخبار نتائج العملية التي تمّت بمقتل ضابط المخابرات وإصابة الذين كانوا معه إصابات خطيرة، وبعد عودة المجموعة الى قواعدها، قام عبد المنعم بالاتصال براديو صوت اسرائيل معلنا مسؤولية كتائب القسام عنها.

## اغتياله
ينما كان أبو حميد يستقل حافلة مع رفيقه زهير فراح، نزلا عند مفترق طرق في بلدة الرام المحاذية لمدينة القدس، فوقعا في كمين أعدّه المستعربون مما أدى الى ارتقائهما شهيدين.